# Прапор Лисичанська
Прапор Лисичанська — один з офіційних символів міста Лисичанська. Разом із гербом міста був стверджений 9 червня 1993 року рішенням 16-ї сесії 31-го скликання.

## Історія
7 серпня 1992 року, попереднім рішенням виконкому №260, було оголошено конкурс на найкращий проєкт герба і прапора. Журі конкурсу визнало переможцем В. П. Токарева, художника з Сєвєродонецька, який працював на той час на Лисичанському підприємстві «ПІТТО».
Прапор міста було стверджено одночасно із гербом рішенням 16-ї сесії міської ради народних депутатів 31 скликання 9 червня 1993 року. 
|  | «Прапор міста являє собою прямокутне полотнище із співвідношенням сторін 1:2 складається з трьох горизонтальних смуг (2:1:1): малинова (верхня) — символізує колір козацького війська; синя (середня) — символізує синє небо та води Дінця; жовта (нижня) — символізує жовті поля спілої пшениці та сонце над головою». |

Прапор міста є доповненням до герба; встановлюється і вивішується на будівлях, підприємств установ і організацій, а також на майвилні в громадських місцях у святкові дні при проведенні заходів міського масштабу. Прапор міста може виготовлятися у вигляді сувеніра, значків та вимпелів з дозволу виконавчого комітету міської ради.